# Rudolf Seidel (Politiker, 1862)
Rudolf Seidel (* 23. August 1862 in Hermsdorf, Landkreis Waldenburg, Provinz Schlesien; † 7. Januar 1937 in Bad Homburg vor der Höhe) war ein deutscher Manager und Politiker (DVP).

## Leben
Rudolf Seidel wurde als Sohn eines Bergbeamten geboren. Nach dem Besuch des Realgymnasiums erlernte er das Bergfach an der Universität und der Bergakademie Berlin. Er wurde 1887 Bergreferendar in Breslau, war dann als höherer Bergbaubeamter tätig und wirkte ab 1895 als Hütteninspektor in Gleiwitz. 1897 wurde er Bergwerks- und Hüttendirektor des Aachener Hütten-Aktien-Vereins Rothe Erde in Esch an der Alzette. Nachdem sich das Unternehmen 1907 mit der Gelsenkirchener Bergwerks-AG (GBAG) zusammengeschlossen hatte, übernahm er einen Vorstandsposten in der neugebildeten Aktiengesellschaft. 1914 wurde er Generaldirektor der lothringischen und luxemburgischen Gruben- und Hochofenbetriebe, die er bis zum Ende des Ersten Weltkrieges leitete. Ab 1915 führte er den Titel Kaiserlicher Bergrat.
Seidel, der aufgrund des Versailler Vertrages seine Stellung als Generaldirektor verloren hatte, zog 1920 nach Düsseldorf und blieb bis zu seinem Eintritt in den Ruhestand 1926 Vorstandsmitglied der GBAG. 1919 schloss er sich der Deutschen Volkspartei (DVP) an, für die er von 1921 bis 1924 als Abgeordneter im Preußischen Landtag saß. Von 1928 bis 1936 hatte er seinen Wohnsitz in Vaduz. Im Anschluss zog er nach Bad Homburg, wo er ein Jahr später verstarb.